# Maison forte du Grand Mercoras
Le château du Grand Mécoras, ou  château de Grand Mercoras, est une ancienne maison forte du XIVe siècle, au Moyen Âge centre de la seigneurie de Mécoras, qui se dresse sur la commune de Ruffieux, une commune française, dans le département de la Savoie en région Auvergne-Rhône-Alpes.
Le château de Mécoras, l'élévation et la toiture, font l’objet d’une inscription partielle au titre des monuments historiques depuis le 6 novembre 1969.
Le château a reçu le prix délégués 1991, château de Mécoras, de l'association des vieilles maisons françaises.

## Situation
À 2 km au nord du bourg.

## Histoire
La maison forte, avec le Petit Mécoras et le château de Lapeyrouse, dépendait du château de Chautagne.
À l'origine elle est la possession de la famille de Montfalcon, établis en Chautagne depuis le XIe siècle. En 1370, on relève Henry de Montfalcon, qui par mariage, deviendra seigneur de Flaxieu. Il a pour fils François qui laisse plusieurs enfants dont un fils Guillaume qui épouse Marguerite de Chevron-Villette. De ses dix enfants, Hugonin, écuyer de Yolande de France, mort à Turin en 1500, Georges, mort vers 1518, époux d'Anne de Conzié, et François seront seigneur de Mécoras. À la mort de ce dernier, le château passe à son neveu et héritier, Louis de Montfalcon, seigneur de Chitry, mort après 1514. La veuve de Jean de Montfalcon, gouverneur de Savoie en 1583, mort en 1591, Andréanne de Breuil, se retire au château. Ils eurent trois filles ; Mécoras revient à Anne, épouse en 1605, en secondes noces de Jean-Claude de Clermont-Mont-Saint-Jean. À son décès en 1613, elle a institué comme héritier un de ses fils avec condition de relever le nom de Montfalcon. Se succèdent, Jean-François, petit-fils d'Anne de Clermont, puis Jean-François et Jacques.
Confisqué à la Révolution française, elle est vendue comme bien national, l'an III à Claude Girod, époux de Fanny Montfalcon de Carouge. Leur fille épousera son oncle maternel. Passé à un neveu, la baronne Girod, la rachète et la donne en legs à monsieur de Quirielle, son neveu. Elle est acquise, en 1920, par leurs fermiers et, en 1964, Paul Feuga, industriel lyonnais, descendant de la famille de Girod-Montfalcon, en fait l'acquisition et la restaure.

## Description
La maison forte du Grand Mécoras se présente sous la forme d'une enceinte de défense quadrangulaire à laquelle on a rajouté un pavillon d'angle. On y accédait, au nord, par une porte en arc brisé surbaissé, autrefois fortifiée.
Une tourelle polygonale engagée au centre de la façade abrite un escalier à vis. La tourelle présente à sa base une différence d'épaisseur qui laisse supposer un remaniement des parties hautes ; sa toiture, en pans coupés, fut restituée en 1986. Le corps de logis du XVe siècle, s'est vu augmenté, au début du XVIe siècle d'un second bâtiment au nord, prenant appui sur la tourelle qui s'est retrouvée au centre de la façade actuelle. Un bâtiment, disparu, devait occuper la partie sud est ; il en subsiste des arrachements ainsi qu'une porte transformée en fenêtre. La maison forte s'éclaire par des fenêtres à meneaux. Le corps de logis présente en partie haute des ouvertures de défenses qui s'ouvrent dans un appareil en pierres de tufs assisées et qui a probablement remplacé des hourds. Des communs, construits en 1607, à l'arrière de la maison forte, complètent cet ensemble. La couverture du château, comme celle des autres bâtiments, est en tuiles plates, propre aux toitures de la région.
Sur les tabelles du cadastre sarde est décrit l'environnement de cette maison forte : « la cour, la grange, l'écurie, le jardin mais aussi le verger, la vigne et la chapelle ».